# Martin Ernesto Payero Lopez
Ernesto Payero Lopez est un joueur international angolais de rink hockey. Il évolue, en 2015, au sein du CP Cerceda.

## Palmarès
En 2015, il participe au championnat du monde de rink hockey en France.